# ハンス・ドナウアー
ハンス・ドナウアー（独: Hans Donauer, 1521年ごろ-1596年）は、ドイツの画家である。

## 生涯
ドナウアーの修行時代については何も知られていない。ドナウアーはダッハウ城の舞踏会場でアルブレヒト5世のために神々のフリーズを制作した。ダッハウ城の教会のために描かれた絵画は現存していない。
1567年以来、ドナウアーはマイスターであり、1568年に皇太子ヴィルヘルムに仕えた。ヴィルヘルムは1569年に彼をローマに送り、そこで皇太子の芸術展示室の作品を購入することになった。その後、1573年までトラウスニッツ城の騎士の間（Rittersaal）のフレスコ画に取り組んだ。
1574年に彼はノイブルク・アン・デア・ドナウの宮中伯フィリップ・ルートヴィヒの結婚式の準備を依頼され、とりわけ結婚式で催された馬上槍試合をデザインした。1576年にミュンヘンに戻り、1575年から1576年にかけてバイエルン州立図書館、1577年にノイエヴェステのヴォールトに2つの地球儀を制作した。
ドナウアーは引き続き非常に広範囲で用いられた。イエズス会演劇『エステル』のために全体的なヴィジュアルをデザインし、1578年にフェルディナント2世のために馬上槍試合の衣装と旗をデザインした。1584年以来、彼はミュンヘン・レジデンツのアンティクアリウムの窓を描いている。ここで彼はバイエルンの町並みの最も初期のシリーズを制作した。バイエルンの都市、市場、城の合計102の絵画があり、そのうち36はカール・アウグスト・レブシィが水彩で再現した。
1588年にはシュタルンベルク湖のバイエルン艦隊配備に貢献した。息子のゲオルク（Georg）とハンス（Hans）も有名な画家になった。